# خانشان
خانشان هي قرية في مقاطعة أرومية، إيران. يقدر عدد سكانها بـ 295 نسمة بحسب إحصاء 2016.